# オオハナワラビ
オオハナワラビ（大花蕨、学名：Botrychium japonicum）はハナヤスリ科に属するシダ植物。

## 特徴
冬緑性のシダ。短く直立した根茎の上に担葉体（共通柄）があり、その上に担栄養体と担胞子体をつける。担葉体の長さは5.4-7.4cmで白色の毛が多く生える。担栄養体は長さ12-18cm、幅18-26cmで3～4回羽状複葉となり全体形状は広五角形～広三角形となる。側羽片は有柄で三角形～広披針形となる。最終裂片の先端形状は鈍頭～鋭頭で、辺縁は不規則な鋭鋸歯を持つ。色は淡緑色だが、冬季に辺縁が赤く色づく。稀に担栄養体全体が紅変する個体も見られることがある。担胞子体は長さ11-15cm、幅2.2-3.6cm、柄の長さ19-24cmの複穂状。胞子散布後も枯れずに残る。胞子表面は小棘状。n=135の６倍体有性生殖種。
地中性で従属栄養の配偶体をもち、自殖率が著しく高い。そのため、僅かな遺伝的変異が固定されやすく表現形質に表れやすい性質を持っているとされる。地中性の配偶体を持ちながら他殖も行えることが明らかになり、オオハナワラビ亜属内での種間雑種も複数報告されている。

## 分布と生育環境
日本、朝鮮、中国に分布する。日本では本州、四国、九州に分布し、東北地方では稀である。採集地ラベルが北海道と書いてある標本も存在するが、出所が怪しいものである。山地の薄暗い林床などの環境に生育する。

## 雑種
- ゴジンカハナワラビ Botrychium ×silvicola (Sahashi) Ebihara　オオハナワラビ×シチトウハナワラビ
オオハナワラビと同様6倍体のシチトウハナワラビとの推定種間雑種。オオハナワラビとシチトウハナワラビの混生地に生育する。葉の光沢や鋸歯の形状がオオハナワラビとシチトウハナワラビの中間的な形質である。オオハナワラビ亜属内における同一倍数性の種の種間雑種は正常な胞子をつけるため、最初はオオハナワラビの変種として学名がつけられた。名前は発見地である伊豆大島の三原山を指す「御神火」にちなんでいる。[1][7][8]
- アカネハナワラビ Botrychium ×elegans (Sahashi) Nakaike　オオハナワラビ×アカハナワラビ
2倍体種アカハナワラビとの推定種間雑種。担栄養体が両親の中間的で、冬季に美しく紅変する。胞子は不稔。アカハナワラビは胞子散布後担胞子体が枯れるが、アカネハナワラビはオオハナワラビの形質を受け継いでいるのか、胞子散布後も担胞子体が残る。基準産地の伊豆大島では半日陰の林床でごく稀に見られる。[1][8]
- ハブハナワラビBotrychium ×argutum (Sahashi) Nakaike　オオハナワラビ×ミドリハナワラビ
伊豆大島固有種である2倍体種ミドリハナワラビとの推定種間雑種。[1]
- アイフユノハナワラビ（俗称）オオハナワラビ×フユノハナワラビ
2倍体種フユノハナワラビとの推定種間雑種。両者の混生地で稀に見られる。[1]
- アオバハナワラビ（俗称）オオハナワラビ×エゾフユノハナワラビ
2倍体種エゾフユノハナワラビとの推定種間雑種。[1]